# Fonologia del català
La fonologia del català, com a llengua romànica derivada del llatí vulgar, comparteix trets fonètics amb les llengües fortament romanitzades. Presenta un cert grau de variació dialectal, especialment entre el bloc oriental i occidental, però alhora la fonètica és conservadora sense grans canvis històrics.

## Sistema vocàlic
Els sistema vocàlic català presenta set o vuit sons diferents depenent del dialecte: /a/, /e/, /ɛ/, /i/, /o/, /ɔ/, /u/ i /ə/. L'última, sovint anomenada vocal neutra és inexistent en els parlars occidentals i apareix només en posició àtona en els parlars orientals, a excepció d'alguns indrets de les illes Balears, on també pot portar accent tònic.
|                   | Anterior                | Central                 | Posterior               |
| ----------------- | ----------------------- | ----------------------- | ----------------------- |
| Tancada           | \| i u e o (ə) ɛ ɔ a \| | \| i u e o (ə) ɛ ɔ a \| | \| i u e o (ə) ɛ ɔ a \| |
| Semitancada       | \| i u e o (ə) ɛ ɔ a \| | \| i u e o (ə) ɛ ɔ a \| | \| i u e o (ə) ɛ ɔ a \| |
| Mitjana           | \| i u e o (ə) ɛ ɔ a \| | \| i u e o (ə) ɛ ɔ a \| | \| i u e o (ə) ɛ ɔ a \| |
| Semioberta        | \| i u e o (ə) ɛ ɔ a \| | \| i u e o (ə) ɛ ɔ a \| | \| i u e o (ə) ɛ ɔ a \| |
| Oberta            | \| i u e o (ə) ɛ ɔ a \| | \| i u e o (ə) ɛ ɔ a \| | \| i u e o (ə) ɛ ɔ a \| |
| i u e o (ə) ɛ ɔ a |                         |                         |                         |

### Variacions dialectals
La vocal neutra és característica del català oriental i és absent en l'occidental. En parlars barcelonins la vocal neutra és quasioberta [ɐ] (Barcelona [bɐɾsɐˈɫonɐ]).
Un mateix mot pot tenir variacions dialectals entre e oberta i e tancada, i entre o oberta i o tancada, però amb uniformitat interna. En general és més habitual la e tancada en català occidental (francès/francés [fɾənˈsɛs] ǁ [fɾanˈses]), i la o és menys variable.

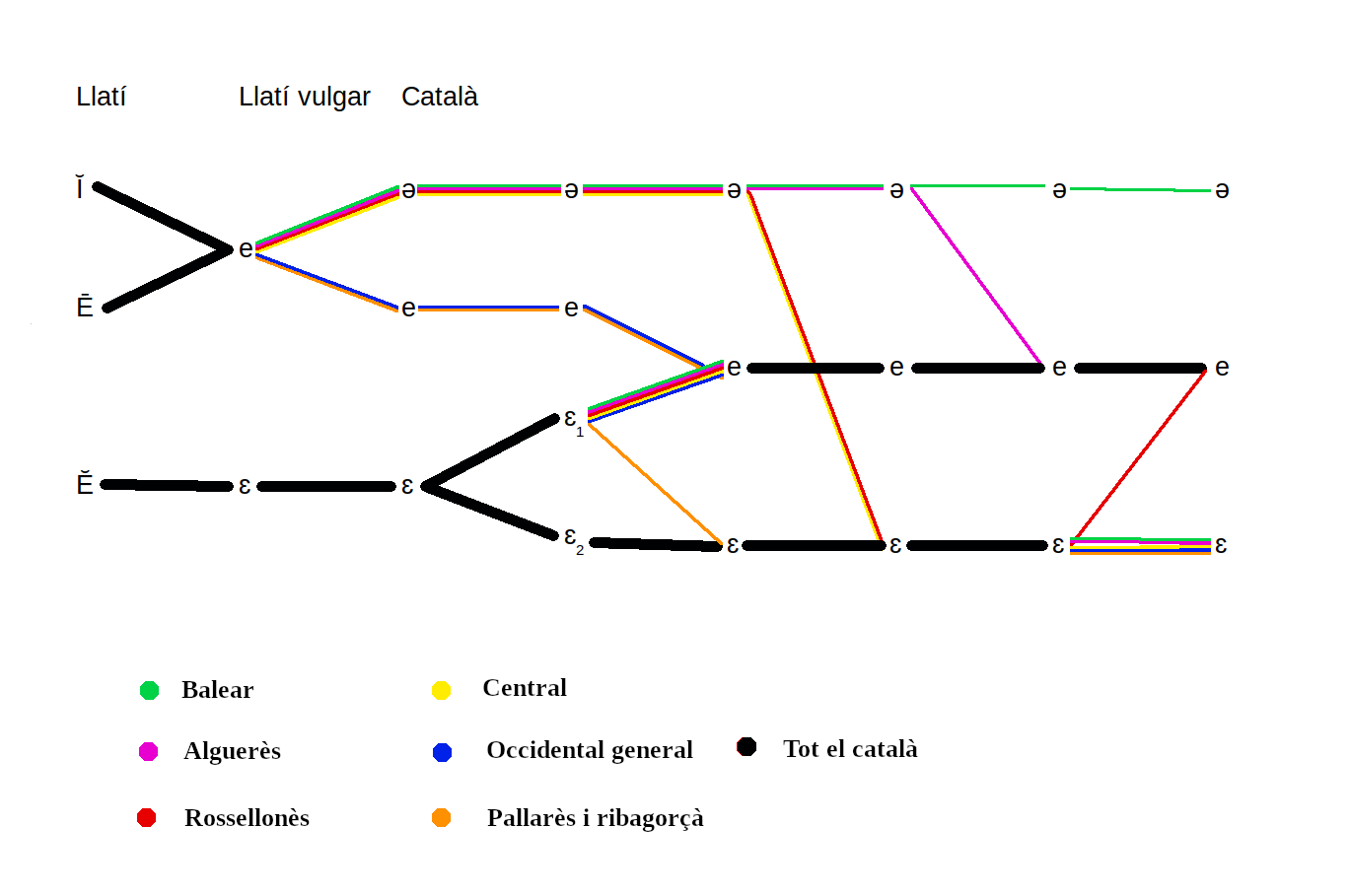
Evolució de la e en català

La realització de e i o obertes o tancades presenten diverses variacions. Són especialment obertes en parlars valencians i balears (excepte a Eivissa), [æ] i [ɔ̞] respectivament (mel [ˈmæɫ], sol [ˈsɔ̞ɫ]). En canvi en alguerès i català septentrional no existeix la distinció [e]/[ɛ] i [o]/[ɔ], resultant una articulació abaixada en vocals mitjanes [e̞] i [o̞]. Aquesta reducció en vocals mitjanes, o la realització en un camp de dispersió pròxim, també es produeix en el català septentrional de transició, en certes localitats (Sitges, Ribes i Vilanova) i en zones de contacte amb el castellà, tant geogràficament com social en algunes àrees urbanes. En canvi, en capcinès la e (i la u davant de consonants palatals) adquireix un caràcter arrodonit [ø̞].
La vocal /a/ té en general una posició oberta central, representada per l'AFI amb un diacrític [ä] que se sol obviar en la transcripció fonètica en català. En valencià i a la Franja la /a/ és més anterior [a̟] i en mallorquí i menorquí és molt més anterior [a̟]/[ɛ̜], i en alguns parlars pot tenir una variant posterior [ɑ].
Una variant de la /i/ és la realització arrodonida [y] present només en gal·licismes (gruyère [ɡɾyˈjɛr]), però amb una certa penetració en català septentrional, més destacada en àrees en contacte amb l'occità on també és present.

### Vocalisme àton
És característic del català la neutralització de vocals quan formen part d'una síl·laba àtona, tret que va ser utilitzat per Milà i Fontanals per establir la primera divisió dialectal en dos blocs.
En la major part del català oriental el sistema vocal àton es redueix a tres vocals per neutralització:
/a/, /e/, /ɛ/ → [ə]
/o/, /ɔ/, /u/ → [u]
/i/ → [i]
En alguerès no existeix la vocal [ə] i es neutralitza en [a].
En mallorquí (però no a les altres illes) existeix un sistema de neutralització mixt, que neutralitza /a, ɛ, e/ amb la vocal [ə] com a la resta del bloc oriental amb algunes excepcions, però /o, ɔ/ amb [o] com al bloc occidental.
En català occidental només es neutralitzen les vocals obertes, en els mots derivats d'una arrel oberta:
/e/, /ɛ/ → [e]
/o/, /ɔ/ → [o]
Això vol dir que es manté la distinció entre a i e, i entre o i u àtones. En canvi, en català nord-occidental i valencià septentrional se sol neutralitzar la a àtona en posició final de mot en [ɛ] (acabava [akaˈβaβɛ]). De la mateixa manera, en tots els parlars occidentals i en registres informals se sol pronunciar [a] els mots començats per e més consonant nasal o sibilant (em-, en-, es- i eix-; entendre [anˈtendɾe], eixam [ajˈʃam]), no obstant això hi ha moltes excepcions on e pot adquirir el valor de /a/ davant qualsevol consonant (terròs [taˈrɔs], trepitjar [tɾapiˈdʒa(ɾ)]). A més, en alguns parlars es pot produir la neutralització /o/ → [u] quan o es troba en contacte amb consonants palatals (Josep [dʒ͡uˈzɛp]), davant una síl·laba tònica amb una vocal tancada (collir [kuˈʎiɾ]), d'una consonant labial (cobert [kuˈβɛɾt]) o en clítics (mon [mun]).
Alguns monosíl·labs fan la funció de clítics amb una pronúncia de baixa intensitat i, per tant, s'apliquen els fenòmens de neutralització. Són els articles, els possessius àtons, els pronoms febles i algunes preposicions i conjuncions. Per exemple:
em dic [əm ˈdik], però hem dit [ˈɛm ˈdit]
en sé [ən ˈse], però han sabut [ˈan səˈβut]
En els mots compostos, en cultismes o en mots amb un prefix àton, es manté un accent secundari que evita la neutralització (contraindicar [ˌkɔntɾəindiˈka]).

### Harmonia vocàlica
És característic del valencià meridional l'harmonia vocàlica de [ɛ, ɔ] amb les vocals posttòniques. Així, es produeix l'assimilació de la vocal àtona /a/ en posició final de paraula en [ɛ, ɔ] segons la síl·laba tònica anterior: terra /ˈtɛra/ → [ˈtɛrɛ], cosa /ˈkɔza/ → [ˈkɔzɔ]. També hi ha alguns casos on ocorre el contrari (metafonia regressiva sobre les vocals pretòniques): tovallola /tovaˈʎɔla/ → [tɔvɔˈʎɔlɔ], afecta /aˈfɛkta/ → [ɛˈfɛktɛ].
En mallorquí es produeix en diversos mots l'harmonia de la vocal /e/ final amb la tònica anterior [ɔ, o]: home [ˈɔmo].

### Contactes vocàlics
Quan dues vocals entren en contacte poden produir-se alteracions del seu timbre particular. Un primer contacte és la formació de diftongs creixents i decreixents. Així, les vocals altes /i/ i /u/ són habitualment sons sil·làbics, però quan estan en contacte amb altres vocals poden formar un diftong adquirint un caràcter asil·làbic. Els diftongs més habituals són decreixents, amb les semiconsonants [i̯] i [u̯] (rai [ˈrai̯], brau [ˈbɾau̯]). Habitualment, però, se sol evitar l'ús de diacrítics representant-les com a semivocals més tancades, [j] i [w], pròpies dels diftongs creixents (iode [ˈjɔðə], guant [ˈgwan]).
| Català oriental | Català oriental         | Català oriental      | Català oriental | Català occidental  | Català occidental       | Català occidental | Català occidental    |
| Decreixents     | Decreixents             | Creixents            | Creixents       | Decreixents        | Decreixents             | Creixents         | Creixents            |
| --------------- | ----------------------- | -------------------- | --------------- | ------------------ | ----------------------- | ----------------- | -------------------- |
| [aj] aigua      | [aw] taula              | [ja] ia              | [wa] quatre     | [aj] aigua/mainada | [aw] taula/caurem       | [ja] ia           | [wa] quatre          |
| [əj] mainada    | [əw] caurem             | [jə] feies           | [wə] qüestió    |                    |                         |                   |                      |
| [ɛj] oleic      | [ɛw] peu                | [jɛ] veiem           | [wɛ] seqüència  | [ɛj] oleic         | [ɛw] peu                |                   | [wɛ] seqüència       |
| [ej] rei        | [ew] seu (d'ell/d'ella) | [je] seient          | [we] ungüent    | [ej] rei           | [ew] seu (d'ell/d'ella) | [je] seient/feies | [we] ungüent/qüestió |
|                 | [iw] niu                |                      | [wi] pingüí     |                    | [iw] niu                |                   | [wi] pingüí/huit (*) |
| [ɔj] almoina    | [ɔw] nou/sou (diners)   | [jɔ] iode            | [wɔ] quota      | [ɔj] almoina       | [ɔw] nou/jou            | [jɔ] iode         | [wɔ] quota           |
|                 | [ow] jou/sou (verb ser) | [jo] io-io           |                 |                    | [ow] sou (verb ser)     | [jo] io-io/iogurt |                      |
| [uj] cuina/buit | [uw] duu                | [ju] iogurt/iugoslau |                 | [uj] cuina (*)     | [uw] duu                | [ju] iugoslau     |                      |

Nota: (*) Hi ha parts del valencià, com al valencià central o apitxat, on el diftong decreixent [uj] no existeix i s'ha transformat en el diftong creixent [wi]. Als llocs on encara es pronuncia decreixent, cal notar també la pronunciació creixent de paraules occidentals com (a)hui, huit o huitanta.
En la llengua estàndard els diftongs creixents només poden aparèixer o bé com a combinacions de [j] + vocal a principi sil·làbic (casos com iogurt, etc.), en posició intervocàlica (creuar, dúiem), o bé [w] després de /g/ o /k/ seguida d'una vocal (en els grups representats en l'ortografia com gu-, gü-, qu- qü-; casos com guant, quan, ungüent, qüestió, etc.).
L'apostrofació ortogràfica és el resultat de la caiguda d'una vocal quan es troben juntes en dues paraules seguides. L'elisió és l'equivalent fonètic que provoca la caiguda de la vocal neutra (una hora [unˈɔɾə], fer el babau [ˈfeɫ βəˈβaw]). Aquesta elisió també es pot donar a l'interior dels mots amb una variació que depèn de la freqüència d'ús i el grau d'assimilació de cultismes (fluorescent [fɫuɾəˈsen], fluorita [fɫuːˈɾitə]). Per tant, l'elisió pot estar reflectida o no gràficament.
La sinalefa és la creació d'un diftong unint la darrera vocal d'una paraula i la primera de la següent (serà inútil [səˈɾa jˈnutiɫ], sentir olor [sənˈti wˈɫo]).
En alguns casos es pot produir una elisió i sinalefa alhora (hi ha anat [ˌjaˈnat]), però en algunes expressions concretes o segons la intenció d'èmfasi pot ser que no s'apliquin.
Els allargaments vocàlics són sempre contextuals (antiinflamatori [ˌantiːɱfɫəməˈtɔɾi], contraatac [ˌkɔntɾəːˈtak]) i no tenen valor fonològic, a diferència d'altres llengües on es distingeix entre vocals llargues i breus.

## Sistema consonàntic
El sistema consonàntic català consta dels següents sons, recollits a la taula:
| Sonoritat  | Bilabial - + | Labiodental - + | Dental - + | Alveolar - + | Palatal - + | Velar - + | Labiovelar - + |
| ---------- | ------------ | --------------- | ---------- | ------------ | ----------- | --------- | -------------- |
| Oclusiva   | p b          |                 | t d        |              | (c) (ɟ)     | k g       |                |
| Nasal      | m            | ɱ               |            | n            | ɲ           | ŋ         |                |
| Lateral    |              |                 |            | ɫ            | ʎ           |           |                |
| Vibrant    |              |                 |            | r            |             |           |                |
| Bategant   |              |                 |            | ɾ            |             |           |                |
| Fricativa  |              | f (v)           |            | s z          | ʃ ʒ         |           |                |
| Africada   |              |                 |            | t͡s d͡z        | t͡ʃ d͡ʒ       |           |                |
| Aproximant | β            |                 | ð          | (ɹ)          | j           | ɣ         | w              |

A banda d'algunes variacions lleugeres, el sistema consonàntic bàsic no és gaire diferent entre els diversos dialectes. Entre les fluctuacions dialectals destaca el betacisme (reducció de /v/ a [b] o [β]), que no es dona en valencià estàndard, balear, alguerès i zones del sud de Catalunya, no obstant això la labiodental /v/ està en recessió en algunes zones del tarragoní i el valencià septentrional; a més el betacisme també existeix en els parlars apitxats on s'ha produït una reducció de consonants per l'ensordiment de /z/ a [s], /d͡ʒ/ a [t͡ʃ], i /d͡z/ a [t͡s].

### Oclusives
Les consonants oclusives /b/, /d/ i /g/ solament es realitzen quan són precedides de pausa, de consonant nasal o d'oclusiva; i pel que fa a la /d/ a més precedida de lateral. En la resta de contexts la realització és aproximant (o fricativa): [β], [ð] i [ɣ] respectivament.
bata [ˈbatə], però abat [əˈβat]
endoll [ənˈdoʎ], però bedoll [bəˈðoʎ]
capgròs [ˌkabˈgɾɔs], però culgròs [ˌkuɫˈɣɾɔs]
No obstant això, especialment en els parlars no betacistes, el fonema /b/ es sol realitzar com a oclusiu; per exemple: abat [aˈbat].
Les oclusives /t/ i /d/ són generalment denti-alveolars, estrictament [t̪] i [d̪], com a les llengües romàniques i al contrari d'altres llengües com l'anglès on són alveolars. Tot i així en contacte amb una altra consonant alveolar (-st-, -tr-, -dr-) adquireixen una articulació alveolar [t̠] i [d̠].
Les oclusives velars, /k/ i /g/, són palatals en mallorquí [c] i [ɟ], davant les vocals anteriors /i/, /e/, /ɛ/ i /a/, i al final de síl·laba o mot (figuera [fiˈɟeɾə], sac [ˈsac]).

### Nasals
Els fonemes nasals /m/ i /n/ presenten diferents al·lòfons per assimilació segons el context. La m és bilabial, però labiodental seguida d'una consonant labiodental (èmfasi [ˈɛɱfəzi]). La n és en general alveolar (seguida de vocal, pausa o alveolar); però bilabial seguida de consonant bilabial (un pas [um ˈpas]), labiodental seguida de labiodental (confirmar [kuɱfiɾˈma]), dental seguida de dental (un dit [un̪ ˈdit]), palatalitzada seguida de palatal (un llop [uɲ ˈʎop]), o velar seguida de velar (un gos [uŋ ˈgos]).
La nasal palatal /ɲ/ transcriu el dígraf ny. A vegades, però, s'usa aquest símbol per simplificar la transcripció d'una palatalització nasal. En alguerès es produeix una despalatalització del grup final -ny (any [ˈan]).
Les consonants nasals poden transferir part de la seva articulació als sons vocàlics que les envolten, sense que les vocals esdevinguin pròpiament nasals (a diferència d'altres llengües com el francès, per exemple).

### Laterals
La consonant lateral /l/ té la particularitat que és generalment velaritzada [ɫ], anomenada també ela fosca. El grau de velarització és major a final de síl·laba i menor a l'inici, on pot resultar alveolar (sobretot en els parlars occidentals, on se sol fer un contrast més evident entre [l]~[ɫ], com l'anglès i el portuguès europeu). En alguns parlars la velarització és tan pronunciada que pot resultar vocalitzada en la semiconsonant labiovelar [w] (albercoc [əwβəɾˈkɔk]). En canvi, seguida d'una consonant dental (-lt-, -ld-) té una variant dental (alta [ˈaɫ̪tə]), i pot ser palatalitzada seguida d'una palatal (el llop [əʎ ˈʎop]).
La lateral palatal /ʎ/ transcriu el so del dígraf ll. És freqüent la palatalització a principi de mot, però es manté la consonant líquida en cultismes (lliure → liberal), tot i que hi ha una tendència a palatalitzar-la ([ʎiβəˈɾaɫ]). En els parlars catalans de la Franja /l/ se sol palatalitzar en grups consonàntics (ploure [ˈpʎɔwɾe]), per contra en alguerès es produeix una despalatalització del grup final -ll.
La iodització és un fenomen històric en el català septentrional i balear, on se substitueix /ʎ/ per [j] en mots d'un determinat origen etimològic llatí (rialla [riˈajə], fill [ˈfiː]). En català central està en recessió, però es conserva en alguns mots determinats (vull [ˈbuj]). Per altra banda, també existeix un ieisme recent, o bé per una pronúncia relaxada o bé per dificultat d'adaptació d'un origen fonètic castellà. Tot i això, la iodització i el ieisme no són acceptats en registres formals.
Les consonants laterals estan presents a moltes geminacions, tant de dues líquides separades per un punt volat (l·l), com dues palatals separades per un guió (Bell-lloc), però també per assimilació als grups -tl- (atlètic [əɫˈɫɛtik]), -tll- (batlle [ˈbaʎʎə], però al balear i valencià batle), i també -rl- al balear (Carles [ˈkaɫɫəs]). La ela geminada (l·l) prové de cultismes derivats del grec o del llatí. La seva pronúncia geminada és viva al balear, però regressiva a la majoria dels parlars, especialment en valencià. En general, es manté geminada en mots emblemàtics (col·legi [kuɫˈɫɛʒi]) i en registres formals.

### Ròtiques
Les consonants ròtiques poden ser vibrants /r/, a principi de paraula, intervocàlica (amb el dígraf rr), després de n, l o s i en paraules compostes; o bategants /ɾ/ (para [ˈpaɾə], parra [ˈparə]). A final de síl·laba pot tenir una alternança segons els parlars (Marta [ˈmartə] || [ˈmaɾta]). En posició intervocàlica i amb pronúncia relaxada pot resultar l'aproximant [ɹ].
En alguns parlars es produeix el rotacisme per metàtesi sil·làbica (cridar [kiˈðɾa]), fenomen generalitzat en alguerès (aquidrar [akiˈra]).
En català septentrional i a Sóller hi ha una penetració recent de les ròtiques uvulars franceses [ʀ] o [ʁ] (Rosselló [rusəˈʎo] || [ʀusiˈʎu]).

### Sibilants
Les consonants sibilants són les fricatives i africades amb una articulació alveolar o palatal. En català el conjunt de sibilants, amb les corresponents sordes i sonores, forma un sistema considerable de vuit sons diferents. Morfològicament es classifiquen de la següent manera, en general:
| s | z                                                            | ʃ                              | ʒ                                   |
| --- | ------------------------------------------------------------ | ------------------------------ | ----------------------------------- |
| ss entre vocals s a principi o final de mot, o entre consonant i vocal ç davant a, o, u i a final de mot c davant e, i | s entre vocals z a principi de mot o entre consonant i vocal | x en general ix darrera vocals | j davant a, o, u g davant e, i      |
| t͡s | d͡z                                                           | t͡ʃ                             | d͡ʒ                                  |
| ts ds | tz                                                           | tx -ig a final de mot          | tj davant a, o, u tg davant e, i dj |

Les sibilants donen lloc a parònims que necessiten una pronúncia acurada: calces [ˈkaɫsəs], calzes [ˈkaɫzəs], xec [ˈʃɛk], gec [ˈʒɛk/ˈd͡ʒɛk], txec [ˈt͡ʃɛk]. Un embarbussament popular és: «setze jutges d'un jutjat mengen fetge d'un penjat» [ˈsɛd͡zə ˈʒud͡ʒəz ðuɲ ʒuˈd͡ʒad ˈmeɲʒəɱ ˈfed͡ʒə ðum pəɲˈʒat], que aprofita la semblança dels sons sibilants per dificultar la pronunciació.
Els sons fricatius i africats poden sonoritzar o ensordir segons el context, en consonància amb altres fenòmens consonàntics similars.
Es produeix una africació a final de mot de /ʒ/ en [d͡ʒ], que ensordeix a final absolut, que pot provocar alternances morfològiques i ortogràfiques (boig/boja). En balear se sol produir l'africació en contacte amb una oclusiva anterior, és a dir en el so de la x de cultismes i els grups ps, cs, cc (examen [əgˈzamən] || [əˈd͡zamən]; capsa [ˈkapsə] || [ˈkat͡sə]), a més de ts a final de mot. També es produeix l'africació del sufix -ejar i derivats (passejar [pəsəˈʒa] || [pəsəˈd͡ʒa]).
En català occidental és freqüent l'africació de la /ʃ/ en [t͡ʃ] en posició inicial de mot i entre consonant i vocal, i el reforçament del grup ex seguit de vocal com a [ejʃ]. En valencià generalment la /ʒ/ és africada [d͡ʒ]. En canvi, el sufix -itzar i derivats és fricatiu [z] mentre que en oriental és africat /d͡z/.
Altres fricatives són l'aproximant glotal [h] que només s'utilitza en certes expressions (ehem [əˈhem]), i manlleus de l'anglès, l'alemany i el caló (hegelià [həɣəɫiˈa]), i la dental [θ] i la velar [x] que només es donen en castellanismes, hel·lenismes, arabismes i anglicismes representats per les lletres i dígrafs z i th [θ] (theta [ˈθetə]) i j i kh (kharja [ˈxaɾʒə]).

### Contactes consonàntics
A més de les alternances entre al·lòfons, es produeixen altres fenòmens fonètics quan el context altera el so usual d'un mot, és a dir, quan els sons d'una paraula canvien per estar en contacte amb altres sons. En català destaquen: sonorització, ensordiment, assimilació, geminació, emmudiment, elisió i epèntesi.

#### Sonorització i ensordiment
Pel fenomen de sonorització, les consonants sordes assimilen la sonoritat de la consonant sonora amb la que es trobin en contacte si apareiexen a final de síl·laba. Això es produeix tant entre dues síl·labes del mateix mot com entre dos mots seguits (petit [pəˈtit], però petit núvol [pəˈtid ˈnuβuɫ]). En el cas de les consonants fricatives i africades també se sonoritzen a final de mot davant d'una vocal (els savis [əɫˈsaβis], però els avis [əɫˈzaβis])
| Sordes  | [p] | [t] | [k] | [f] | [s] | [ʃ] |
| Sonores | [b] | [d] | [ɡ] | [v] | [z] | [ʒ] |

L'ensordiment és el fenomen invers. Les consonant sonores esdevenen sordes quan es troben davant d'un so sord, entre dues síl·labes o entre dos mots (adquirir [ətkiˈɾi]). En posició final de mot seguit d'una pausa l'ensordiment és sistemàtic en català i s'aplica sovint en manlleus o altres llengües (club [ˈkɫup], Madrid [məˈðɾit]).

#### Assimilació
L'assimilació afecta els sons nasals i laterals, /n/, /m/ i /l/, que s'alteren adoptant les característiques del so que els segueix, tant entre síl·labes com entre mots:
Labialització, davant d'un so labial:
/n/ → [m] davant [m], [p] i [b] (un pic [um ˈpik])
/n/ i /m/ → [ɱ] davant [f] i [v] (un fum [uɱ ˈfum])
Palatalització, davant d'un so palatal [ʃ], [ʒ], [t͡ʃ], [d͡ʒ], [ɲ], [ʎ]:
/n/ → [ɲ] (un joc [uɲ ˈʒɔk])
/l/ → [ʎ] (el xoc [əʎ ˈʃɔk])
Velarització, davant d'un so velar [k], [g] (així mateix, /g/ i /k/ també poden ser velaritzades en [ŋ] davant d'un so nasal):
/n/ → [ŋ] (un gos [uŋ ˈgos])
/g/ i /k/ → [ŋ] (cigne [ˈsiŋnə])
Dentalització, davant d'un so dental [t], [d]:
/n/ i /l/ → [n̪] i [ɫ̪] (un dos [un̪ ˈdos])

#### Geminació
La geminació consisteix en la duplicació de sons consonàntics. Algunes ja estan indicades en la grafia (mm, nn, dd, l·l, ll-ll, pp) però en altres casos s'ha estès una geminació que no està reflectida en la grafia. Finalment, pot haver-hi dues lletres repetides gràficament però que no formin una geminació fonètica, com en el cas de gg a suggeriment, per exemple.
Hi ha dos tipus de geminacions no marcades per l'ortografia. El primer ocorre quan entren en contacte una dental i una nasal en posició posterior:
[mm] en les combinacions -tm-, -dm-, -nm- (setmana [səmˈmanə])
[nn] en el grup -tn-
[ɫɫ] en el grup -tl-
[ʎʎ] en el grup -tll-
El segon apareix quan determinats grups consonàntics alteren la seva pronúncia:
[bːɫ], [pːɫ], [gːɫ], [kːɫ] per -bl-, -pl-, -gl-, -cl-, fenomen més freqüent en el català oriental: (poble [ˈpɔbːɫə], diferent de la pronunciació del mateix grup a blau).

#### Emmudiment, elisió i sensibilització
En català hi ha una elevada presència de grups de consonants a final de paraula. Normalment es pronuncien, però algunes consonants emmudeixen en certs casos:
/p/ i /b/ finals darrere de [m], excepte en valencià, mallorquí i alguerès: cam(p), am(b).
/t/ i /d/ finals darrere de [n] o [ɫ], excepte en part del balear i valencià: san(t), rotun(d), al(t).
/s/ final darrere -ig, -xt o -x: raig(s), text(s), índex(s).
/r/ final, excepte alguns substantius i molts adjectius; en valencià central i meridional es pronuncien totes i en balear pràcticament cap.
Altres emmudiments es produeixen en alguns casos especials, com aque(s)t, a(r)bre o p(r)endre. En el cas de la /n/ final, l'emmudiment final darrere vocal accentuada és molt antic i ha provocat una elisió morfològica (mans, mà). En canvi, es manté quan va lligat a un altre mot (bé/ben, mitjà/mitjan).
En català occidental es produeixen casos d'elisió o caiguda de certes consonants en posició intervocàlica. Així, s'elideix la terminació de l'imperfet d'indicatiu de la primera conjugació (canta(v)es) però, en canvi, l'elisió és general en la segona i tercera conjugació mentre que es manté en part del nord-occidental i en alguerès (batia/bativa/bateva). En valencià pot elidir la [ð] en les terminacions -ada i -ador, i la /z/ en la terminació -esa, sobretot col·loquialment de forma que ha quedat fossilitzat en paraules tradicionals (fideuada/fideuà). L'emmudiment de [ð] sol produir un allargament vocàlic, sobretot en els acabaments en -ada (vesprada [vesˈpɾaː]).
El fenomen contrari a l'emmudiment és la sensibilització, que fa que aquestes combinacions es pronunciïn quan estan seguides de vocal, com:
/t/ final seguida de vocal: cent un [ˈsent ˈun], sant Andreu [ˈsant ənˈdɾew], fent-ho [ˈfentu].
/r/ final dels infinitius seguida d'un pronom feble: fer-hi [ˈfeɾi]
/b/ de la preposició amb i la /s/ del determinant demostratiu aquest se sensibilitzen quan segueix qualsevol mot començat amb so vocàlic: amb ella [əmb ˈeʎə], aquest home [əˈkest ˈɔmə]

## Prosòdia
En català l'accent fònic pot caure en una de les tres últimes síl·labes de la paraula, formant-se així mots aguts, plans i esdrúixols. La distribució és variable però es compleixen alguns patrons. Així, la major part dels mots aguts acaben en consonant, i els plans, en vocal. Els mots esdrúixols són menys abundants. Aquest accent pot establir diferències semàntiques (fàbrica, fabrica, fabricà). L'accent fonètic pot transformar-se en ortogràfic segons les regles d'accentuació del català.
Sovint existeix un accent secundari. Per Coromines, «el sistema d'accentuació del català és binari; en els mots llargs a partir de l'accent primari hi ha un accent secundari cada dues síl·labes». L'accent secundari morfològic es produeix en el radical de l'esquerra en paraules compostes, paraules derivades amb prefix tònic i en els adverbis formats amb el sufix -ment.
El nucli de la síl·laba és sempre una vocal. Només tenen caràcter sil·làbic les consonants finals en la conjugació amb desinència zero de la primera persona del singular de l'indicatiu, típica del català balear i alguerès (compr [kompɾ̩]). A part del nucli poden aparèixer dos components més en la síl·laba: l'atac i la coda. L'atac està format per una sola consonant (cama) o per un grup consonàntic que inclou una lateral o una vibrant (tren). Si apareixen altres grups consonàntics per manlleu de mots d'altres llengües, es pronuncien amb una vocal afegida (sport [əsˈpɔɾt]) o bé se simplifiquen (psicologia). La durada màxima de la síl·laba catalana és de sis sons.
En general, l'entonació té un caràcter descendent en les oracions declaratives (agafem l'autobús), ascendent en les interrogatives (agafem l'autobús?), però descendent amb un desnivell melòdic important si comença amb un pronom interrogatiu (que agafem l'autobús?), i sostingut amb un marcat descens final en les imperatives i exclamatives (agafem l'autobús!). Si l'oració és composta, el primer element és de to ascendent i el segon és de to descendent (quan vingueu, agafarem l'autobús).

## Transcripció fonètica
Al començament del segle xx els lingüistes catalans ja van col·laborar amb l'Associació Fonètica Internacional, i en el primer text oficial publicat el 1912 es va incloure la transcripció al català del text de mostra de la faula d'Isop La tramuntana i el sol:
[ɫə tɾəmunˈtanə j‿əɫ ˈsɔɫ əz ðispuˈtaβən | sustəˈniŋ ˌkaˈð‿u ˈk‿eʎ ˈeɾə‿ɫ ˈmes ˈfɔr | ˈkwan də ˈsoptə | ˈbɛwən um biəˈdʒe kə s‿əˈkɔstə‿mbuɫiˈkat ən ˈunə ˈɣraŋ ˈkapə || ˈbaŋ kumbəˈni kə‿ɫ ki pɾiˈme fəˈɾi.ə kə‿ɫ βiəˈdʒe‿s tɾəˈɣez ɫə ˈkapə səˈɾi.ə tiŋˈgup pəɫ ˈmes ˈfɔr]
«La tramuntana i el sol es disputaven, sostenint cada u que ell era el més fort, quan de sobte, veuen un viatger que s'acosta embolicat en una gran capa. Van convenir que el qui primer faria que el viatger es tragués la capa seria tingut pel més fort.»
En general, la transcripció que s'utilitza és l'adaptació de l'AFI feta per l'Institut d'Estudis Catalans el 1998. Prèviament, s'utilitzava una notació romànica amb diacrítics, sistema utilitzat en obres de referència com el Diccionari català-valencià-balear o l'Atles lingüístic de Catalunya.
| AFI      | e | ɛ | o | ɔ | ʃ | ʒ | ts͡ | dz͡ | tʃ͡ | dʒ͡ | r | ɾ | ʎ |
| Romànica | ẹ | ę | ọ | ǫ | š | ž | ŝ  | ẑ  | č  | ǧ  | r̄ | r | l̮ |

D'aquest sistema de notació es manté la pràctica de representar els accents primari i secundari amb un accent agut o greu sobre la vocal, respectivament, en lloc dels signes recomanats per l'AFI abans de la síl·laba tònica (antiradar [àntirəðár] [ˌantirəˈðar]).
En representacions simples es pot utilitzar un sistema per similitud ortogràfica (homes [òmes]).
Per a una representació amb el sistema SAMPA, existeix una proposta de la Universitat Autònoma de Barcelona.
| AFI   | ɛ | ɔ | ə | ɱ | ŋ | ɲ | ʃ | ʒ | tʃ͡ | dʒ͡ | r  | ʎ | β | ð | ɣ |
| SAMPA | E | O | @ | F | N | J | S | Z | tS | dZ | rr | L | B | D | G |

## Discussions teòriques a l'entorn de l'inventari fonològic del català
Segons Emilio Alarcos Llorach: 18 consonants: /p t k b d g f s ʃ z ʒ m n ɲ l ʎ ɾ r/; i 7 vocals: /a ɛ e i ɔ o u/. Polemitzant amb Badia i Margarit, Alarcos nega la fonemicitat de la vocal neutra [ə]. Alarcos considera que les semiconsonants [j w] són variants posicionals de les vocals tancades /i u/, i que les africades sibilants [dz ts dʒ tʃ] són seqüències de dos fonemes diferents.
Segons Antoni Maria Badia i Margarit: 23 consonants: /p t k b d g f s ʃ z ʒ dz dʒ tʃ m n ɲ l ʎ ɾ r j w/; i 8 vocals: /a ɛ e i ɔ o u ə/. Badia i Margarit considera que tres de les africades sibilants [dz dʒ tʃ] mereixerien consideració de fonema, en canvi nega la condició de fonema a l'africada [ts]. Badia i Margarit també considera que les semiconsonants [j w] mereixen estatus fonemàtic i no són pas sempre variants posicionals de les vocals tancades.
A més, Badia i Margarit postula la fonemicitat de la vocal neutra [ə] adduint oposicions de l'estil pal dret / pel dret / pèl dret.
Segons Max Woodfield Wheeler: 21 consonants: /p t k b d g f s ʃ z ʒ m n ɲ l ʎ r j w kʷ gʷ/; i 7 vocals: /a ɛ e i ɔ o u/. Wheeler considera les africades sibilants com seqüències de dos fonemes diferents, com Alarcos. Wheeler considera les semiconsonants [j w] com a fonemes, com Badia i Margarit. Wheeler considera un únic fonema ròtic que tindria dos variants posicionals 
[ɾ r] i interpreta l'únic context on s'oposa la bategant simple a la vibrant múltiple entre vocals com un cas de geminació. Per altra banda, Wheeler introdueix com artefactes teòrics les oclusives labiovelars [kʷ gʷ] per explicar la peculiar distribució dels diftongs creixents catalans en grups com qua, gua, qüe, güe, etc.

### Obres citades
- Acadèmia Valenciana de la Llengua «L'estàndard oral valencià» (PDF). Documents normatius. Arxivat de l'original el 30 de setembre 2010 [Consulta: 17 febrer 2009].Arxivat 30 de setembre 2010 a Wayback Machine.
- Carbonell, J.F.; Llisterri, J. «Catalan». A: Handbook of the International Phonetic Association: A guide to the use of the International Phonetic Alphabet (PDF) (en anglès).  Cambridge: Cambridge University Press, 1999, pàg. 61-65. ISBN 0-521-63751-1 [Consulta: 16 febrer 2009].
- Institut d'Estudis Catalans; Rafel, Joaquim (ed.) «Aplicació al català dels principis de transcripció de l'Associació Fonètica Internacional» (PDF). Institut d'Estudis Catalans. Secció Filològica [Barcelona], 2a ed, 1999. Arxivat de l'original el 6 de juliol 2011. ISBN 84-7283-446-8 [Consulta: 10 febrer 2009].
- Moll, Francesc de B. Gramàtica catalana: Referida especialment a les Illes Balears. 13a ed..  Barcelona: Editorial Moll, 1997. ISBN 84-273-0044-1.
- Prieto, Pilar «Correlats acústics de l'accent secundari en català» (PDF). Estudios de Fonética Experimental [Barcelona], 2003. Arxivat de l'original el 7 de juny 2024 [Consulta: 10 febrer 2009].
- Prieto, Pilar. Fonètica i fonologia: Els sons del català.  Barcelona: UOC, 2004. ISBN 9788497881395 [Consulta: 10 febrer 2009]. Arxivat 7 de juny 2024 a Wayback Machine.
- Recasens i Vives, Daniel. Fonètica descriptiva del català: Assaig de caracterització de la pronúncia del vocalisme i consonantisme del català al segle XX. 2a edició.  Barcelona: Institut d'Estudis Catalans, 1996 (Biblioteca Filològica, XXI). ISBN 9788472833128 [Consulta: 13 febrer 2009]. Arxivat 7 de juny 2024 a Wayback Machine.
- Vallverdú, Josep. «Canvis fonètics generals (19-I-2001)». A: Joan A. Argenter. Llenguatge: articles de La Vanguardia (1999-2002).  Barcelona: Institut d'Estudis Catalans, 2006, pàg. 95 (Biblioteca Filològica, LIX). ISBN 9788472838956 [Consulta: 13 febrer 2009]. Arxivat 7 de juny 2024 a Wayback Machine.